# رنی زلوگر
رنی کاتلین زِلوِگِر (Renée Kathleen Zellweger) (زادهٔ ۲۵ آوریل ۱۹۶۹) بازیگر آمریکایی برنده دو جایزهٔ اسکار، بفتا، جایزه اس.ای.جی و چهار جایزهٔ گلدن گلوب و تهیه‌کننده است.

## زندگی
پدر رنی، امیل اریخ زلوگر یک مهندس سوییسی بزرگ شدهٔ استرالیا و مادرش جلفرید ایرنه اندرسن یک پرستار سامی بود. پدر و مادر زلوگر در یک کشتی در زمان مهاجرت به آمریکا با هم آشنا شدند و در سال ۱۹۶۳ با هم ازدواج کردند. در دوران دبیرستان در یک کلوب بازیگری کار می‌کرد و در همان دوران به هنرپیشگی علاقه‌مند شد. در ۱۹۹۱ از دانشگاه تگزاس شهر آستین در رشته ادبیات انگلیسی فارغ‌التحصیل شد. بعد از دانشگاه تصمیم گرفت به صورت حرفه‌ای بازیگری را دنبال کند. چون ورود به هالیوود دشوار بود بهتر دید که در تگزاس بماند و در هوستون به‌دنبال بازی در فیلم‌ها بود. در این دوران به عنوان پیشخدمت کار می‌کرد.

## زندگی هنری

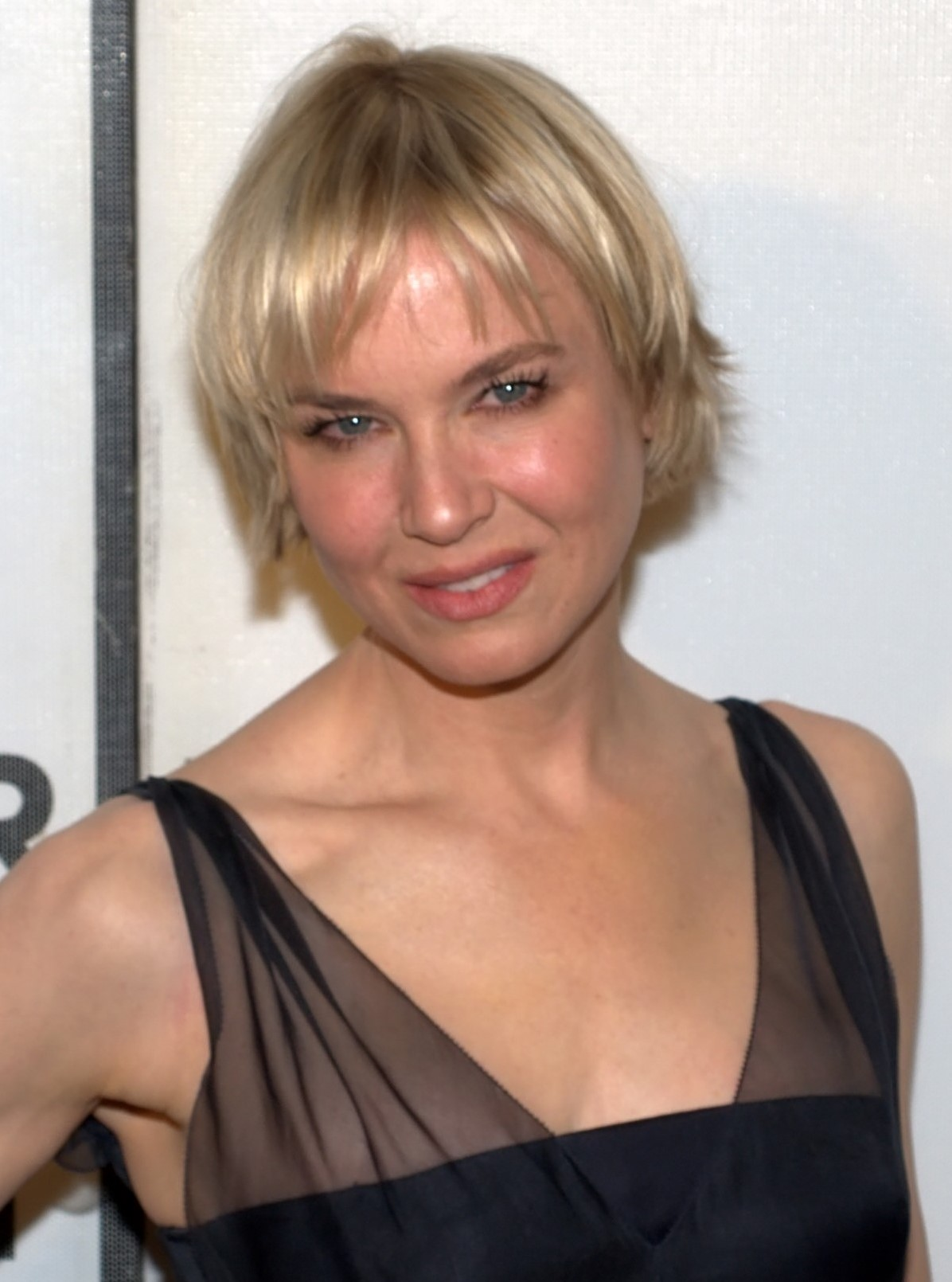
۲۰۱۰

در سال ۱۹۹۴ در فیلم‌های واقعیت نیش‌ها و بازگشت کشتار با اره برقی در تگزاس و در سال ۱۹۹۵ در فیلم امپراتوری رکوردها نقش‌هایی را بازی کرد. بازی در فیلم عشق و آ ۴۵میلیمتری باعث تحسین منتقدان از رنی جوان شد، به‌طوری‌که تصمیم گرفت به لس آنجلس برود. بعد از بازی در چند فیلم مستقل و دریافت تحسین‌های منتقدان، مطمئن شد که می‌تواند در فیلم‌های بزرگ هالیوود بازی کند. بازی در یک چیز درست در مقابل یکی از اسطوره‌های هالیوود، مریل استریپ، در سال ۱۹۹۸ نقطه عطف دوران بازیگری او محسوب می‌شود. در سال ۲۰۰۰ در مقابل جیم کری در فیلم من، خودم و ایرِن قابلیت‌های خود را در نقش‌های کمدی نشان داد. بعد از این فیلم شایعه ارتباط این دو منتشر شد که در ابتدا از طرف هر دو رد شد اما بعد به داشتن ارتباط اعتراف کردند. در این سال با بازی در فیلم پرستار بتی برنده گلدن گلوب بهترین بازیگر زن در فیلم‌های کمدی/موزیکال شد. در سال ۲۰۰۱ بازی وی در فیلم خاطرات بریجت جونز مورد توجه منتقدان واقع شد. با بازی در این فیلم برای اولین بار کاندیدای جایزه اسکار شد. در سال ۲۰۰۲ با بازی در فیلم شیکاگو برای دومین بار نامزد جایزه اسکار شد. بازی درخشان «رنه زلوگر» در کوهستان سرد باعث شد تا سرانجام اولین اسکار را به عنوان بهترین بازیگر نقش مکمل زن دریافت کند.

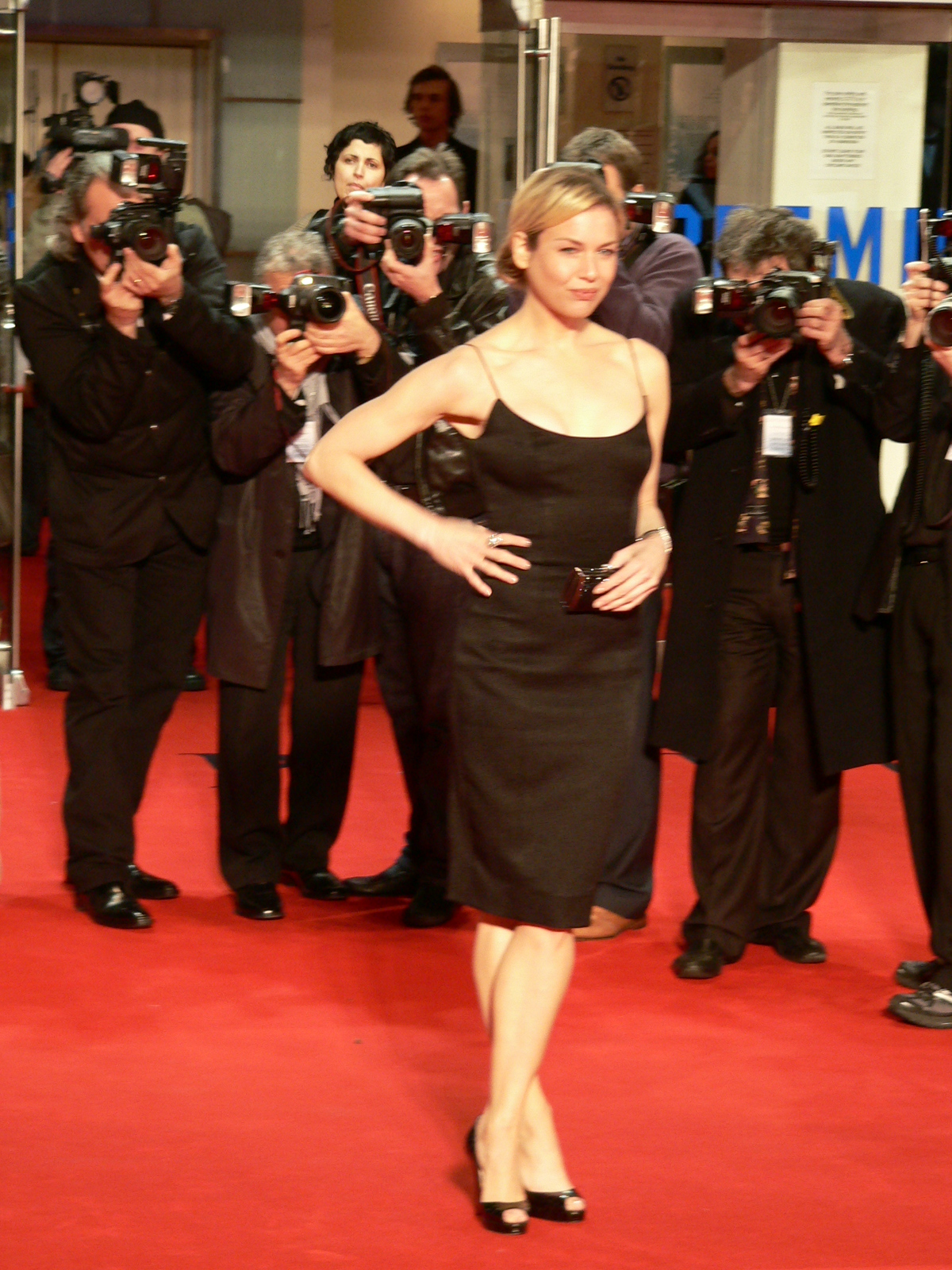
۲۰۰۶

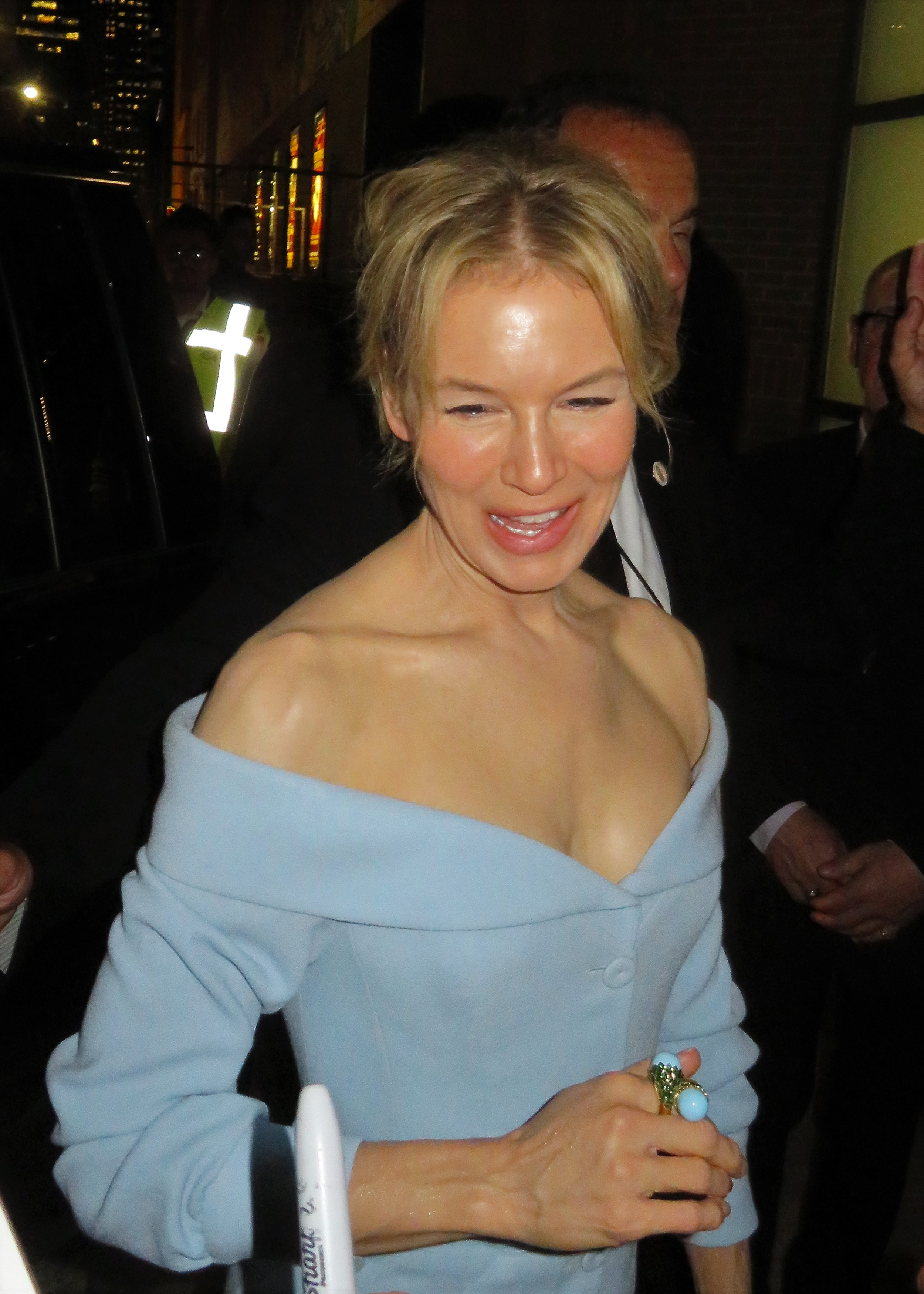
نمایش فیلم جودی، در جشنوارهٔ فیلم تورنتو ۲۰۱۹

## فیلم‌شناسی و جوایز
| سال  | فیلم                                | نقش             | توضیحات |
| ---- | ----------------------------------- | --------------- | --- |
| ۱۹۹۲ | مزه کشتن                            | ماری لو         | تلویزیون |
| ۱۹۹۳ | قاتل در هارتلند                     | باربارا ون بوش  | تلویزیون |
| ۱۹۹۳ | بازگشت دوست‌پسرم                     |                 | |
| ۱۹۹۳ | مات و مبهوت                         |                 | |
| ۱۹۹۴ | نیش واقعی                           | تامی            | |
| ۱۹۹۴ | ۸ ثانیه                             | ۸ ثانیه         | |
| ۱۹۹۴ | لرزش، تق تق و راک!                  | سوزان دویل      | |
| ۱۹۹۴ | عشق و ای ۴۵                         | استارلین چیتهام | |
| ۱۹۹۵ | کشتار با اره‌برقی در تگزاس: نسل بعدی | جنی             | |
| ۱۹۹۵ | سوابق امپراتور                      | جینا            | |
| ۱۹۹۵ | زندگی کوتاه                         | شاعر            | |
| ۱۹۹۶ | تمام جهان پهناور                    | نوالین پرایس    | |
| ۱۹۹۶ | جری مگوایر                          | دوروتی بوید     | نامزدی - Screen Actors Guild Award - بهترین بازیگر نقش مکمل زن |
| ۱۹۹۷ | کلاهبردار                           | الیزابت         | |
| ۱۹۹۸ | بهایی بالاتر از یاقوت               | سونیا هوروویتز  | |
| ۱۹۹۸ | یک چیز واقعی                        | الن گولدن       | |
| ۱۹۹۹ | عزب                                 | آن آردن         | |
| ۲۰۰۰ | پرستار بتی                          | بتی سیزمور      | برنده جایزه گلدن گلوب بهترین بازیگر زن فیلم موزیکال یا کمدی |
| ۲۰۰۰ | من، خودم و آیرین                    | ایرن پی. واترز  | |
| ۲۰۰۱ | خاطرات بریجت جونز                   | بریجت جونز      | نامزدی - Academy Awards - بهترین بازیگر زن نامزدی - BAFTA Award - بهترین بازیگر نقش اول زن نامزدی - Golden Globe - فیلم موزیکال یا کمدی - بهترین بازیگر زن نامزدی - Screen Actors Guild Award - بهترین بازیگر زن                                  |
| ۲۰۰۲ | خرزهره سفید                         | کلیر ریچاردز    | |
| ۲۰۰۲ | شیکاگو                              | روکسی هارت      | برنده جایزه گلدن گلوب بهترین بازیگر زن فیلم موزیکال یا کمدی Screen Actors Guild Award - بهترین بازیگر زن Screen Actors Guild Award - بهترین نقش آفرینی نامزدی - Academy Award - بهترین بازیگر زن نامزدی - BAFTA Award - بهترین بازیگر نقش اصلی زن |
| ۲۰۰۳ | مرگ بر عشق                          | باربارا نواک    | |
| ۲۰۰۳ | کوهستان سرد                         | روبی توویز      | برنده جایزه اسکار بهترین بازیگر نقش مکمل زن برنده جایزه بفتای بهترین بازیگر نقش مکمل زن برنده جایزه گلدن گلوب بهترین بازیگر نقش مکمل زن Screen Actors Guild Award - بهترین بازیگر نقش مکمل زن                                                     |
| ۲۰۰۴ | داستان کوسه                         | انجی            | صدا |
| ۲۰۰۴ | بریجت جونز: دلیل تیز                | بریجت جونز      | نامزدی - Golden Globe Award - فیلم موزیکال یا کمدی - بهترین بازیگر زن |
| ۲۰۰۵ | مرد سیندرلایی                       | ما برادوک       | |
| ۲۰۰۶ | خانم پاتر                           | بئاتریکس پاتر   | نامزدی - Golden Globe Award - فیلم موزیکال یا کمدی - بهترین بازیگر زن |
| ۲۰۰۷ | فیلم زنبور                          | ونسا بلوم       | صدا |
| ۲۰۰۸ | کلاه‌چرمی‌ها                          | لکسی لتلتون     | |
| ۲۰۰۸ | آپالوسا                             | آلی فرنچ        | |
| ۲۰۰۹ | تازه‌وارد در شهر                     | لوسی هیل        | |
| ۲۰۰۹ | پرونده ۳۹                           | امیلی جنکینز    | |
| ۲۰۰۹ | مال من و تنها                       | آن دوراکس       | |
| ۲۰۰۹ | هیولاها علیه بیگانگان               | کتی             | صدا |
| ۲۰۱۵ | آهنگ عشق من                         | جین             | |
| ۲۰۱۶ | بچه بریجت جونز                      | بریجت جونز      | |
| ۲۰۱۶ | حقیقت مطلق                          | لورتا           | |
| ۲۰۱۷ | متفاوت مثل من                       | دبورا هال       | |
| ۲۰۱۸ | اینجا و الان                        | تسا             | |
| ۲۰۱۹ | جودی                                | جودی گارلند     | برنده جایزه گلدن گلوب بهترین بازیگر زن فیلم درام، برنده جایزه بفتای بهترین بازیگر نقش اول زن، برنده جایزه اسکار بهترین بازیگر نقش اول زن |